# Ælle van Deira

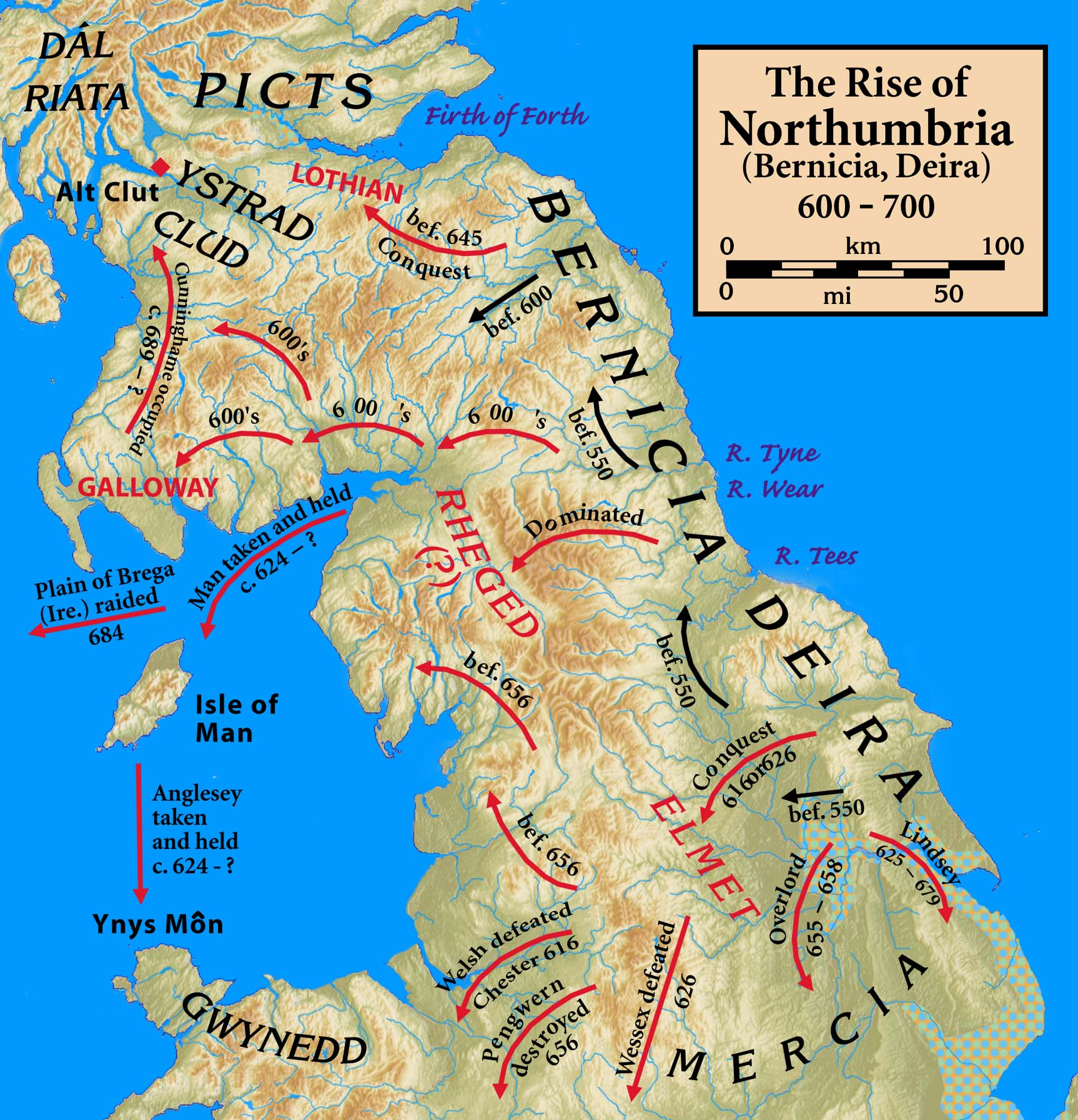
Locatie van het koninkrijk Deira binnen Engeland.

Ælle (†588) was vermoedelijk de eerste koning van het Angelsaksische koninkrijk Deira, een van de twee koninkrijken die later Northumbria zou vormen. Hij wordt het eerst vermeld in de Historia ecclesiastica gentis Anglorum van Beda Venerabilis in de 8e eeuw. Volgens sommige bronnen zou zijn regering begonnen zijn in 559. Ælle had minstens twee kinderen, een zoon Edwin en een dochter Acha. Beide zouden in de geschiedenis van Northumbria een belangrijke rol spelen. Acha huwde voor 588 Æthelfrith van Bernicia, wat de aanspraken van Æthelfrith op Deira versterkte en hem toeliet om beide rijken (Bernicia en Deira) te verenigen in het koninkrijk Northumbria. Zijn zoon Edwin zou vanaf 616 zelf koning van een verenigd Northumbria worden tot zijn dood in 633.
Ælle wordt in de Historia van Beda vermeld in een legende over paus Gregorius de Grote. Paus Gregorius vroeg aan een aantal Engelse jongens, die in Rome als slaaf verkocht werden wat de naam van hun koning was, waarop zij "Ælle" antwoordden. Volgens het verhaal zou hij dan gezegd hebben dat ze vanaf nu "Alleluia" moesten zingen (in plaats van Ælle). Volgens de legende was dit de trigger voor de kerstening van Engeland.
- Gemeinsame Normdatei: 119009307
- Virtual International Authority File: 13108187
- WorldCat: E39PBJxMph8FHpmv3DXmwM9VYP